# Grzegorz Maziarczyk
Grzegorz Maziarczyk – polski literaturoznawca, dr hab. nauk humanistycznych, profesor uczelni i dyrektor Instytutu Literaturoznawstwa Wydziału Nauk Humanistycznych Katolickiego Uniwersytetu Lubelskiego Jana Pawła II.

## Życiorys
W 1996 ukończył studia filologiczne w Katolickim Uniwersytecie Lubelskim, 12 listopada 2003  obronił pracę doktorską The Narratee in Contemporary British Fiction: A Typological Study, 19 lutego 2014 habilitował się na podstawie pracy zatytułowanej The Novel as Book: Textual Materiality in Contemporary Fiction in English. Został zatrudniony na stanowisku adiunkta w Instytucie Filologii Angielskiej na Wydziale Nauk Humanistycznych Katolickiego Uniwersytetu Lubelskiego Jana Pawła II.
Był profesorem nadzwyczajnym w Państwowej Wyższej Szkole Zawodowej im. Szymona Szymonowica w Zamościu i w Katedrze Filologii na Wydziale Administracji i Nauk Społecznych Wyższej Szkole Informatyki i Zarządzania z siedzibą w Rzeszowie.
Jest profesorem uczelni i dyrektorem w Instytucie Literaturoznawstwa na Wydziale Nauk Humanistycznych Katolickiego Uniwersytetu Lubelskiego Jana Pawła II.